# Irena Skwierczyńska
Irena Skwierczyńska (ur. 26 kwietnia 1897 w Warszawie, zm. 15 maja 1984 tamże) – polska aktorka teatralna i filmowa.

## Życiorys
Na scenie zadebiutowała w Warszawie w roku 1915. Grała m.in. w Orenburgu, Lublinie i Warszawie. Uznawana za niezrównaną wykonawczynię tekstów Wiecha, Juliana Tuwima i Mariana Hemara. Przed II wojną światową zagrała w ponad 20 filmach. W czasie okupacji pracowała w kawiarni w Mińsku Mazowieckim, potem grała w warszawskich teatrach jawnych. Po 1945 występowała w Teatrze im. Osterwy w Lublinie (lata 1949-53) i teatrach warszawskich (m.in. Teatrze Wróbelek Warszawski, Teatrze Ludowym i Teatrze Ziemi Mazowieckiej).

## Filmografia (wybór)
- Polskie drogi, odcinek Lekcja geografii (1976)
- Moja wojna, moja miłość (1975)
- Rola (1971) jako staruszka
- Nie lubię poniedziałku (1971) jako babcia
- Samochodzik i templariusze (1971), odcinki: Podziemny labirynt i Skarb Templariuszy jako gospodyni księdza
- Brzezina (1970) jako matka Maliny
- Całe życie Sabiny (1969) – spektakl Teatru Telewizji
- Wyrok (1961)
- Cafe pod Minogą (1959) jako klientka komentująca baranki wielkanocne Piskorszczaka
- Irena do domu! (1955) jako sąsiadka
- Doktór Murek (1939) jako kucharka
- U kresu drogi (1939)
- Włóczęgi (1939)
- Kościuszko pod Racławicami (1938)
- Królowa przedmieścia (1938)
- Paweł i Gaweł (1938) jako Cyganka
- Irena (1938)
- Szczęśliwa trzynastka (1938) jako Tomaszowa
- Wrzos (1938) jako kucharka
- Niedorajda  (1937) jako kucharka Marianna
- Trójka hultajska (1937) jako właścicielka karuzeli
- Ty, co w Ostrej świecisz Bramie (1937)
- 30 karatów szczęścia (1936) jako Marcinowa
- Będzie lepiej (1936) jako kobieta w parku
- Fredek uszczęśliwia świat (1936) jako kucharka
- Pan Twardowski (1936) jako przekupka
- Straszny dwór (1936)
- Wacuś (1935) jako Cyganka
- Śluby ułańskie (1934) jako Barbara
- Jego ekscelencja subiekt (1933)
- Prokurator Alicja Horn (1933)
- Romeo i Julcia  (1933) jako Otylia, żona Koziegłowicza